# Nederlandse Onderwijsfilm
De Stichting Nederlandse Onderwijsfilm (NOF) werd op 6 mei 1941 opgericht. In 1969 zijn de statuten gewijzigd en is de naam veranderd in Stichting Nederlands Instituut voor Audiovisuele Media voor het Onderwijs (NIAM).. Doel van de stichting was het produceren en distribueren van voor onderwijs geschikte films onder Nederlandse scholen.

## Oprichting
Adriaan Schoevers (bekend van het gelijknamige instituut) riep in voorjaar van 1941 de Stichting Nederlandse Onderwijsfilm (NOF) in het leven. Schoevers gebruikte in de jaren 1930 al films om de lessen van zijn instituut aan te vullen. Hij realiseerde zich welke voordelen dit medium voor het onderwijs had. De NOF stond onder toezicht van het Departement van Onderwijs. Tijdens de tweede wereldoorlog wist men door de productie van eigen films Duitse nationaalsocialistische propagandafilms uit het onderwijs te weren. Na de oorlog ging de NOF zelfstandig films produceren. Schoevers was directeur van het NOF van 1941 tot 1945; daarna was hij tot 1949 vice-directeur.

## Film
De NOF was de voornaamste verspreider van onderwijsfilms.  Ze instrueerde onderwijzers over het gebruik van de eigen onderwijsfilms en hoe ze verschilden van "gewone" films.
In stedelijke gebieden konden scholen veelal gebruik maken van de schoolbioscoop (een reguliere bioscoopzaal tijdens schooluren; dit was al vroeg in de 20e eeuw gebruikelijk). Sommige scholen waren in de gelegenheid een eigen projector te verkrijgen, anderen kregen een projector in bruikleen van de NOF. De scholen konden eens in de paar weken een onderwijsfilm huren en die vervolgens aan de leerlingen vertonen. De huur was daarbij afhankelijk was van het leerlingenaantal.  Bij de onderwijsfilm werd een handboek meegeleverd om de docent in staat te stellen de film in te leiden en tijdens het vertonen van een toelichting te voorzien. Tot het midden van de jaren 50 waren dit films zonder geluid. In de jaren 50/60 werd op veel scholen eens per week in een verduisterd lokaal een film gedraaid voor meerdere klassen tegelijk. Mid jaren vijftig vertoonde ca. 1 op de 3 basisscholen onderwijsfilms.
De scholen die deelnamen bestonden met name uit wat toen bekend stond als het lager onderwijs, het voortgezet en uitgebreid lager onderwijs en het nijverheidsonderwijs (de ambachts- en huishoudscholen).

## Televisie
In 1963 begon de NOF haar eerste experimenten met het medium televisie. Met de toename van het gebruik van het medium televisie kwam er een einde aan het medium film voor onderwijsdoeleinden. In 1969 zijn de NOF statuten gewijzigd en is de naam veranderd in Stichting Nederlands Instituut voor Audiovisuele Media voor het Onderwijs (NIAM).